# 博贝
博贝（17世纪？—1730年），清朝蒙古王公，喀尔喀蒙古札萨克图汗部人，根惇的嗣子，博尔济吉特氏。
博贝开始授侍卫。康熙四十三年（1704年），承袭札萨克一等台吉（札萨克图汗部中左翼左旗）。康熙四十四年（1705年），承袭辅国公。康熙五十四年（1715年），随清军至推河，抵御准噶尔汗国策妄阿喇布坦，受命招降乌梁海。冬，追擒乌梁海首领和罗尔迈等逃人。康熙五十六年（1717年），随军西征准噶尔汗国，与署副都统常关保自为一路，到达博罗布尔噶苏，在和特克什里等地击败准噶尔，擒获宰桑罗卜藏锡喇布等。康熙五十九年（1720年），随征西将军祁里德击降宰桑色布腾，并擒获乌梁海逃众四子，封为多罗贝勒。雍正二年（1724年），为所部副将军，留驻阿尔泰。雍正三年（1725年），和罗尔迈再次逃到准噶尔界，他派儿子额璘沁追击擒获和罗尔迈，亲自去克本克木齐克追缉叛逃之人。随后领兵，随前锋统领定寿驻扎唐努山，防护乌梁海。其子班第，嗣子旺布多尔济，班第的儿子即青衮咱卜。